# Miguel Herlein
Miguel Bruno Pereira Herlein (Lissabon, 11 februari 1993) is een Portugees voetballer van Argentijnse afkomst die bij voorkeur als spits speelt.

## Carrière
Herlein maakte zijn debuut voor FC Goa in de eerste speelronde van de Indian Super League 2014. Hij mocht starten in de verloren wedstrijd tegen Chennaiyin FC.